# Astragalus sachokianus
Astragalus sachokianus är en ärtväxtart som beskrevs av Aleksandr Alfonsovitj Grossgejm. Astragalus sachokianus ingår i släktet vedlar, och familjen ärtväxter. Inga underarter finns listade i Catalogue of Life.